# That Man Book 198 Pieces
That Man Book 198 Pieces (그 남자의 책 198쪽?, Barabomyeo) è un singolo digitale della boy band sudcoreana SS501, pubblicato il 7 ottobre 2008 per il mercato coreano. Il brano è il tema musicale del film That Man Book 198 Pieces.

## Tracce
Download digitale
1. That Man Book (Original Ver.) (바라보며)
2. That Man Book (Violin Ver.) (바라보며)
3. That Man Book (Guitar Ver.) (바라보며)